# 阿列克谢·别列斯特
阿列克谢·普罗科波维奇·别列斯特（羅馬化：Oleksii Prokopovych Berest，羅馬化：Aleksyey Prokopyevich Berest；1921年3月9日—1970年11月4日）苏联红军白俄罗斯第一方面军突击第3集团军第79步兵军第150步兵师第756团第1营战士。三名将胜利旗插上柏林国会大厦穹顶的苏联红军士兵之一。

## 传记

### 早年生平
别列斯特出生于苏联乌克兰苏梅州戈里亚伊斯季夫卡的一个贫困家庭，其十五个兄弟姐妹中有七个不幸夭折。11岁成为孤儿，由他的姐姐抚养长大。16岁参加工作，成为一名拖拉机手。1939年10月应征入伍，作为苏联红军一名通信兵参加了冬季战争。1942年加入苏共。德军入侵苏联后，再次被派往前线，并于1943年3月随军进驻沃爾霍夫前线时以下士军衔加入苏联共产党。同年12月，被派往列宁格勒军事政治学校（位于舒亚）并接受培训成为一名苏军政治委员。1944年9月毕业后，以少尉军衔被派往第150步兵师第756团第1营协助Stepan Neustroev中尉处理该营政治事务。

### 柏林战役
1945年4月30日，结束了持续数日在柏林街头的战斗后，第150步兵师奉命对国会大厦发起进攻。5月1日凌晨3时许, 别列斯特和另外两名侦查员初级下士梅利通·坎塔里亚和战士米哈伊尔·叶戈罗夫将九面授予步兵师师长的苏联旗帜中的一面固定在德皇威廉一世的雕像上，使之飘扬于德国国会大厦穹顶。尽管此红旗并非首先被放置，该旗最终仍然被认定为卫国战争的胜利旗。之后，其冒名顶替做一名苏军上校，与国会大厦内德军谈判大厦内德军余部的投降事宜。别列斯特以其在柏林战役中的表现获得红旗勋章。

### 战后生涯
1946年5月, 包括梅利通·坎塔里亚在内的许多参与攻克柏林国会大厦的人员都被授予蘇聯英雄称号。但由于未知的原因，别列斯特并未获此荣誉，而且他在整个事件中的相关部分皆被略去不提。 1948年退伍后，别列斯特在顿河畔罗斯托夫的电影部门参加工作。1953年，被指控贪污罪判处有期徒刑10年。后实际关押了5年。 获释放后在罗斯托克收获机厂做一名普通工人。1970年11月3日，别列斯特为营救一名误入铁路线上的孩童时不幸被驶来的火车撞倒，伤重不治，终年49岁。
2005年5月6日，别列斯特被追授乌克兰英雄荣誉称号及金星勋章。2025年7月17日，俄羅斯总统普京签署480号法令，追授别列斯特“俄罗斯联邦英雄”称号，表彰“其在打击侵略者的战斗中表现出的英勇无畏”。